# 19
19 (XIX) je bilo navadno leto, ki se je po julijanskem koledarju začelo na nedeljo.

## Dogodki
- Rimsko cesarstvo osvoji Palmiro.
- Na ozemlju dinastije Šin izbruhne državljanska vojna.

## Smrti
- 10. oktober - Germanik, rimski vojskovodja in politik (* 15 pr. n. št.)
- Vonon I., veliki kralj Partskega cesarstva